# William George Weichel
Pour les articles homonymes, voir Weichel.
William George "Billy" Weichel  (20 juillet 1870-2 mai 1949) est un marchand et homme politique fédéral, provincial et municipal canadien de l'Ontario.

## Biographie
Né à Elmira (en) près de Waterloo en Ontario, il est le fils d'immigrants allemands. Il fait ses études à Elmire et ensuite Berlin (aujourd'hui Kitchener) et travaille ensuite comme marchand dans les entreprises familiales et comme agent d'assurance.

## Politique
En 1911, il défait le futur premier ministre canadien William Lyon Mackenzie King en devenant député conservateur de Waterloo-Nord. Son passage sur la scène fédérale finit avec sa défaite lors des élections de 1917.
Il sert brièvement comme maire de Waterloo de 1922 à 1923.
Élu député conservateur dans circonscription provinciale de Waterloo-Nord en 1923, il sera réélu en 1926, mais défait en 1929 et 1934.